# Педралва (Минас-Жерайс)
Педралва (порт. Pedralva) — муниципалитет в Бразилии, входит в штат Минас-Жерайс. Составная часть мезорегиона Юг и юго-запад штата Минас-Жерайс. Входит в экономико-статистический  микрорегион Санта-Рита-ду-Сапукаи. Население составляет 12 756 человек на 2006 год. Занимает площадь 217,298 км². Плотность населения — 58,7 чел./км².
Покровителем города считается Святой Себастьян.
Праздник города — 7 мая.

## История
Город основан 7 мая 1882 года. 

## Статистика
- Валовой внутренний продукт на 2003 год составляет 47 322 339,00 реалов (данные: Бразильский институт географии и статистики).
- Валовой внутренний продукт на душу населения на 2003 год составляет 3812,32 реалов (данные: Бразильский институт географии и статистики).
- Индекс развития человеческого потенциала на 2000 год составляет 0,740 (данные: Программа развития ООН).